# Dan Gadzuric
Dan Gadzuric (né le 2 février 1978 à La Haye aux Pays-Bas) est un joueur néerlandais de basket-ball. Il joue au poste de pivot.

## Biographie
Dan Gadzuric est né d'une mère serbe et d'un père de Saint-Vincent-et-les-Grenadines.
Dan Gadzuric évolue à The Governor's Academy dans le Massachusetts, avant de rejoindre l'équipe des Bruins d'UCLA de l'Université de Californie à Los Angeles en NCAA. Il est sélectionné par les Bucks de Milwaukee au 33e rang de la draft 2002. Il demeure dans l'équipe des Bucks durant huit saisons.
Le 22 juin 2010, Gadzuric est transféré avec Charlie Bell aux Warriors de Golden State en échange de Corey Maggette.
Le 23 février 2011, il est envoyé aux Nets du New Jersey, pour jouer aux côtés de Deron Williams, il joue jusqu'à la fin de la saison 2010-2011, sans club au début de la saison 2011-2012, il signe en tant que free agent, agent libre, aux Knicks de New York le 20 avril 2012 pour les deux derniers matchs de la saison.
Le 5 novembre 2013, de nombreux sites d'infos spécialisés sur le basket annoncent qu'il ne rejouera pas en NBA et qu'il aurait décidé de prendre sa retraite de la NBA et envisagerait de jouer à Porto-Rico.